# Дельтапланеризм

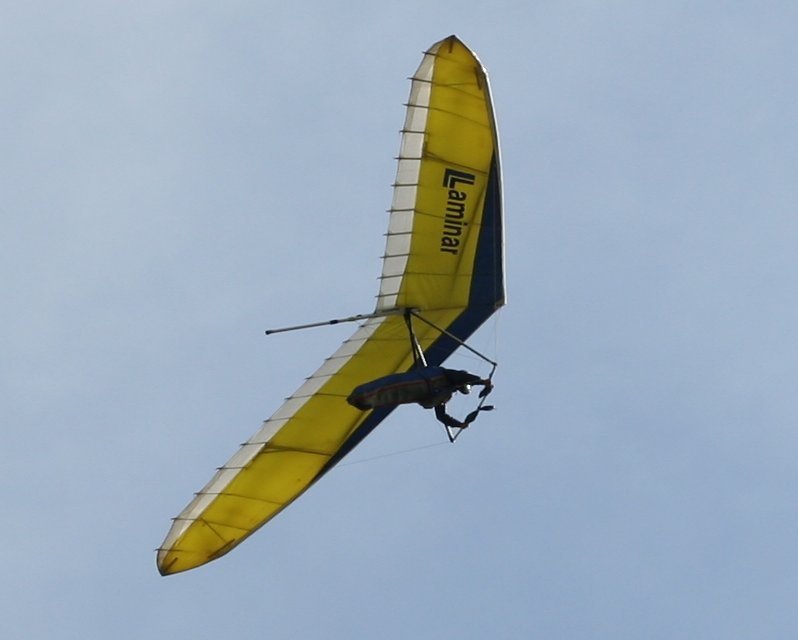
Дельтаплан

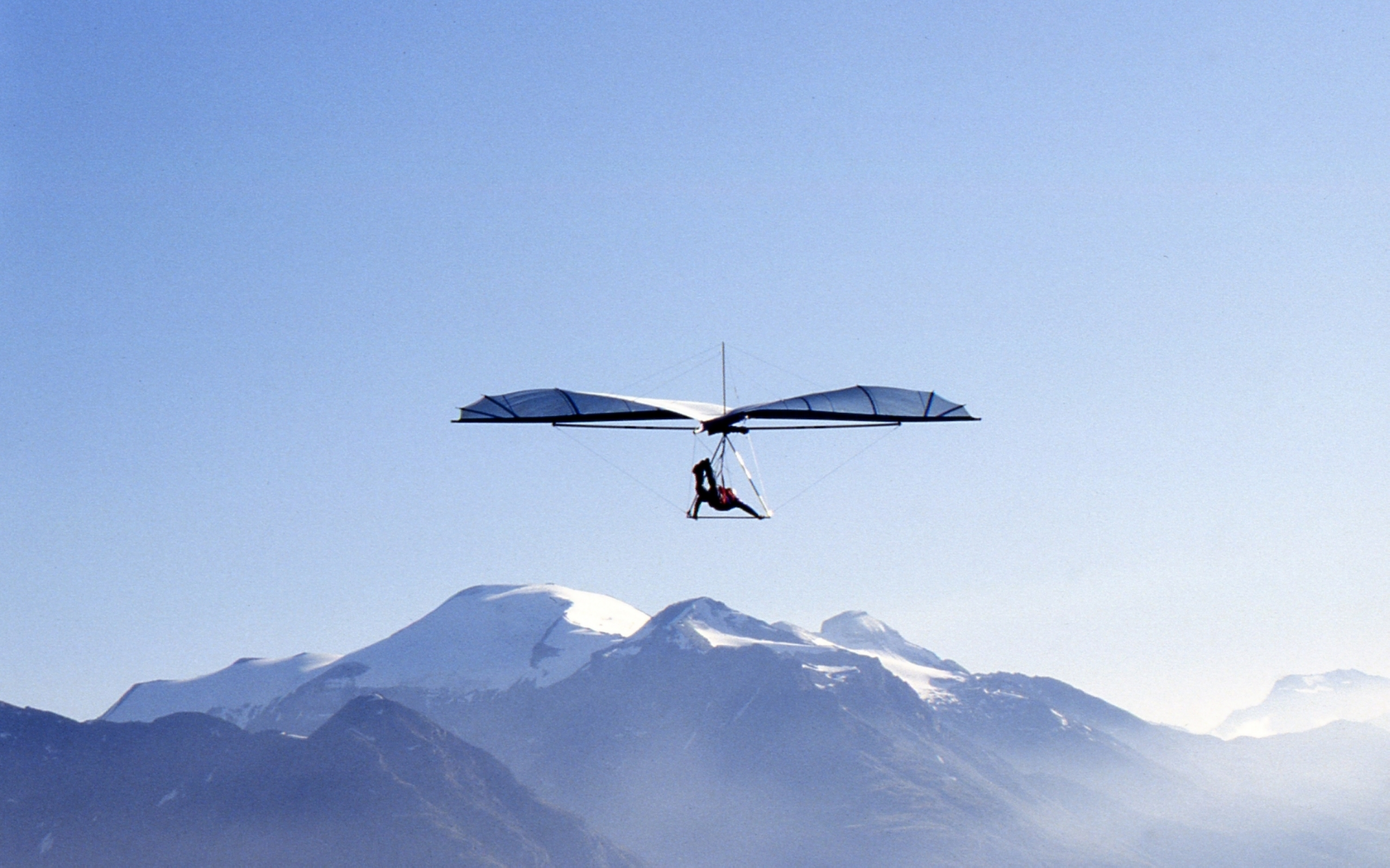
Дельтапланеризм у місті Боннваль-сюр-Арк

Дельтапланеризм (англ. hang gliding) — повітряний вид спорту, в якому пілот керує безмоторним засобом, що зветься дельтаплан. Більшість сучасних дельтапланів виготовлені зі сплаву алюмінію або композитних матеріалів. Пілот, розташувавшись в підвісці, здійснює управління шляхом переносу ваги тіла у протилежному до елементу управління напрямі. Проте можуть використовуватись і інші пристрої, у тому числі сучасні системи управління польотом. У перші роки після появи спорту пілоти зазвичай були обмежені спуском донизу із невеликих пагорбів на недосконалих дельтапланах. Сучасна технологія дає можливість пілотам парити протягом багатьох годин, підійматись на тисячі метрів у теплових висхідних потоках, виконувати фігури вищого пілотажу та робити перельоти на сотні кілометрів. Міжнародна авіаційна федерація та національні організації керування повітряним простором контролюють певні аспекти дельтапланеризму. Важливо виконання інструкцій і проведення профілактичних бесід з метою підвищення безпеки.

## Історія

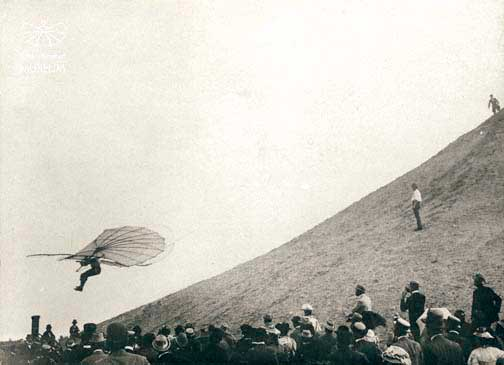
Отто Лілієнталь у польоті.

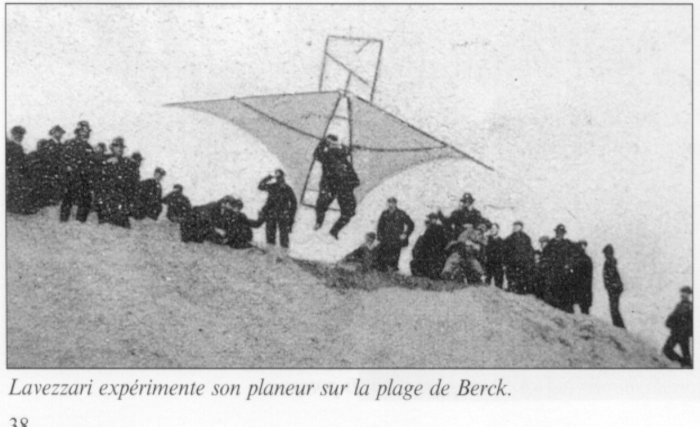
Ян Лавеззарі з планером з подвійним вітрилом.

Більшість ранніх конструкцій планера не забезпечували безпечного польоту. Проблема була в тому, що піонери польоту недостатньо розуміли основні принципи того, як правильно повторити принцип роботи пташиного крила.
Починаючи з 1880-х рр. технічні та наукові досягнення привели до перших по-справжньому практичних планерів. Отто Лілієнталь побудував керований планер у 1890-х рр. Він строго документував свої дослідження, останні сильно вплинули на дизайнерів-наступників; з цієї причини Лілієнталь є одним з найвідоміших і найвпливовіших піонерів авіації. Його літак керувався перенесенням ваги пілота і був схожий на сучасний дельтаплан (плечі кріпилися до планера, а ноги контролювали його політ).
Протягом десятиліття 1900–1910 рр. дельтапланеризм побачив застигле гнучке крило дельтаплана в 1904 р., коли Ян Лавеззарі вилетів на трикутному дельтаплані з подвійним від Берк-Біч, Франція. У 1910 р. у Бреслау з'явилася трикутникова система управління з пілотом дельтаплана позаду, що стало очевидно в діяльності одного з актівістських клубів. Біплан- дельтаплан набув тоді дуже широкого поширення в громадських журналах з схемами його будівництва. Вони були побудовані і керувалися в ряді країн, починаючи з Октава Шанута та його біплан-дельтаплан-демонстрації.

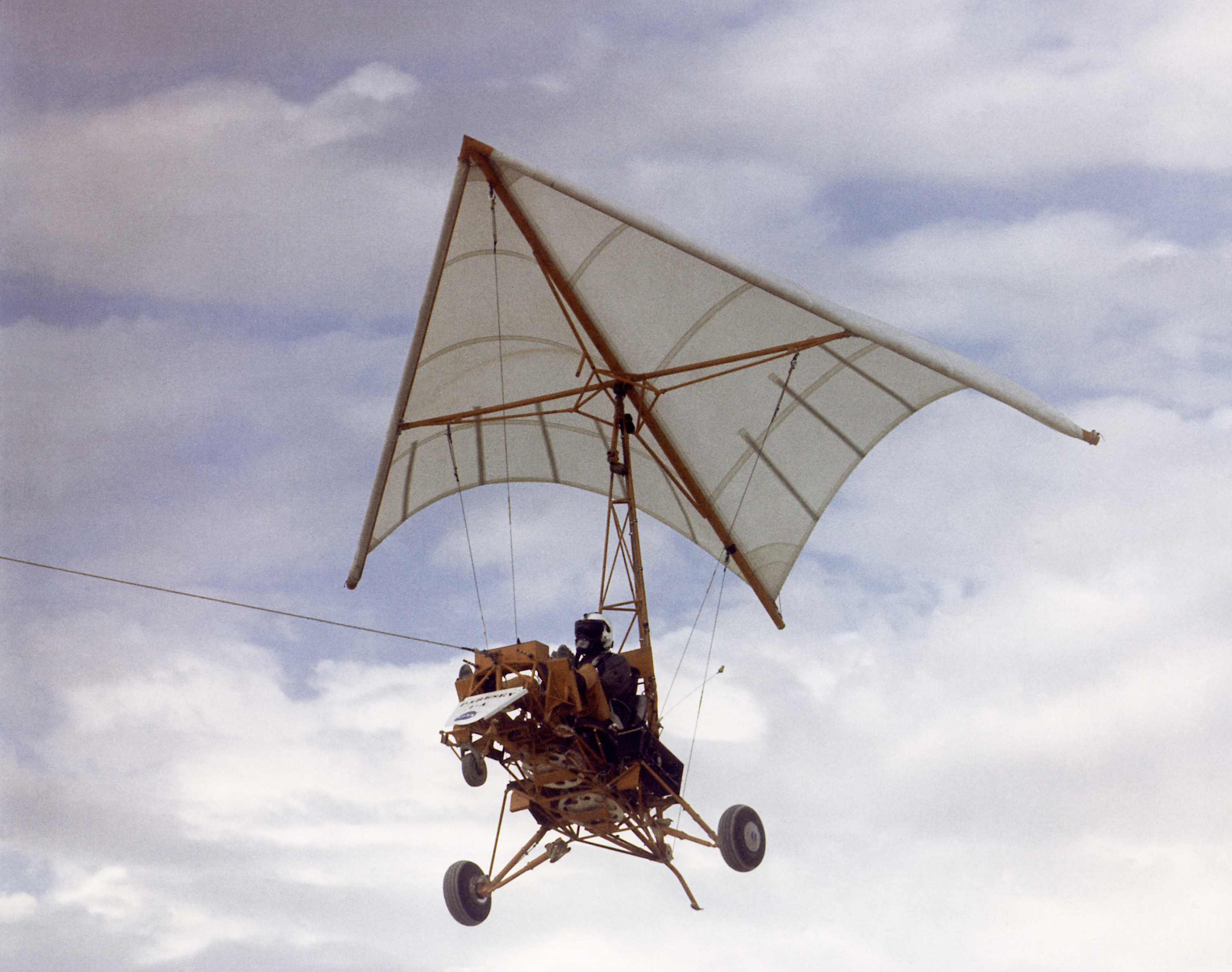
Планер НАСА у польоті.

23 листопада 1948 р. Френсіс Рогалло та Гертруда Рогалло застосували патент на повітряного змія. У 1960–1962 рр. Баррі Хілл Палмер адаптував гнучку концепцію крила, щоб зробити ноги механізмами контролю. У 1963 р. Майк Бернс адаптував гнучке крило побудувати дельтаплан під принцип дії повітряного змія, який він назвав скіпланом. У 1963 р. Джон У. Дикенсон адаптував концепцію профілю гнучкого крила, щоб зробити ще один воднолижний планер. Через це Міжнародна авіаційна федерація наділила Дикенсона Дипломом Дельтапланеризму (2006) за винахід сучасного дельтаплана.

## Навчання та безпека

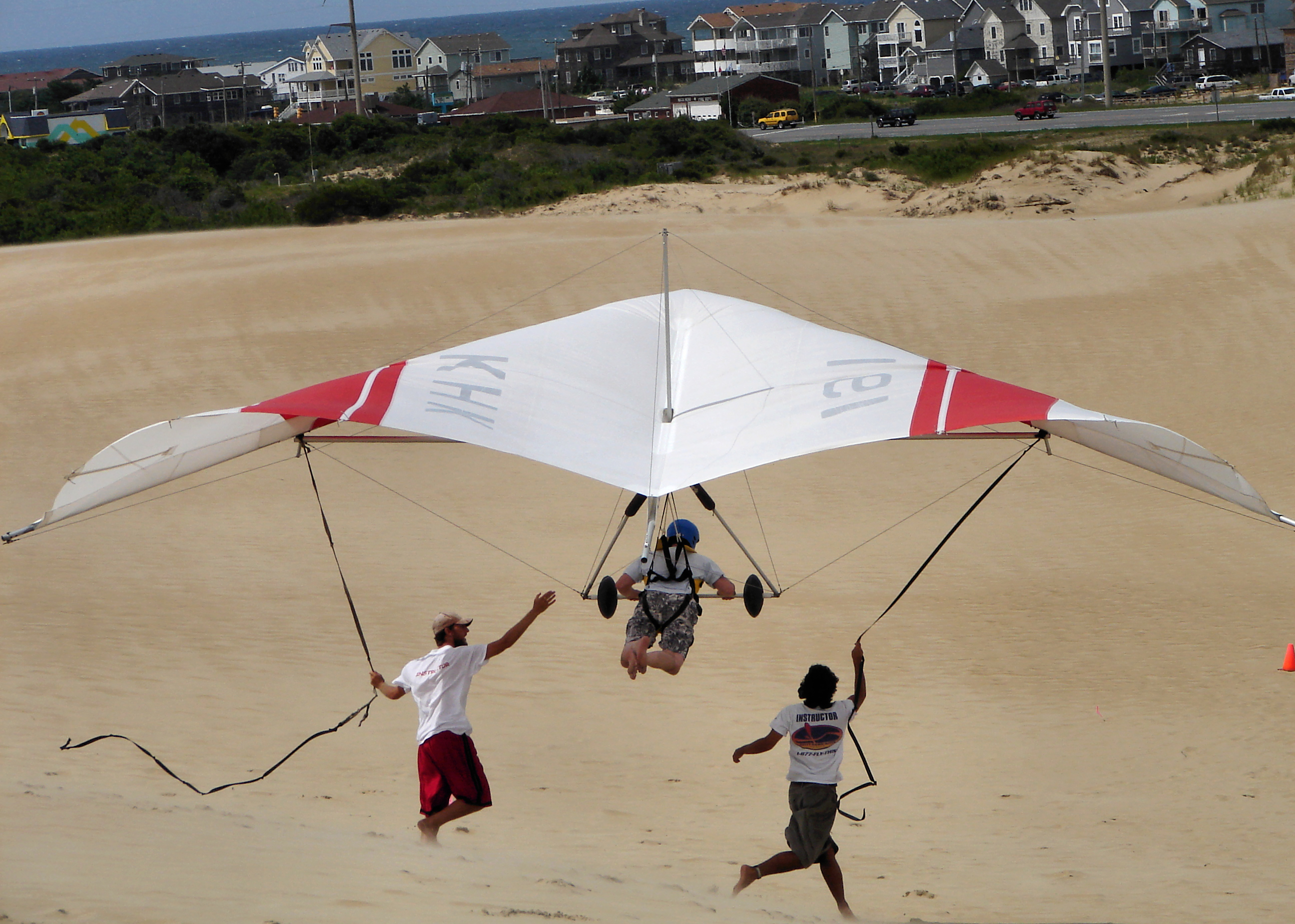
Вивчаючи дельтаплан

Дельтапланеризм традиційно вважається небезпечним видом спорту. Хоча сучасні дельтаплани дуже міцні, коли побудовані зі HGMA, BHPA, DHV або іншими сертифікованими стандартами з використанням сучасних матеріалів, вони можуть бути легко пошкоджені за рахунок їх неправильного використання або під час продовження роботи в небезпечних погодних умовах. Властивий деяким людям азарт, небезпека ковзання на милість тепловим та вітровим течіям призводять до смертельних результатів, багато серйозних травм протягом багатьох років мають навіть досвідчені пілоти. У сукупності з поганою рекламою це вплинуло на популярність дельтапланеризму.
Пілоти можуть викидати парашут, будучи у підвісці, під час надзвичайних ситуацій. Парашут буде розгорнутий і дасть можливість безпечно здійснити посадку пілоту разом з дельтапланом на землю. Пілоти також одягають шоломи і беруть із собою інші елементи безпеки, такі як ножі (для різання ними парашутних вуздечок після удару), легкі мотузки (для зниження, перевезення або використання як альпіністського інструмента), радіо (для прохання про допомогу), а також аптечки першої допомоги.
Кількість нещасних випадків з польотом на дельтаплані значно знижується після навчання пілотів. Програми навчання розроблені для пілотів сьогодні з акцентом на політ в безпечних межах, а також дисципліни припинення польотів, коли погодні умови несприятливі (наприклад, є надлишок вітру чи ризик високої хмарності).

## Запуск
Методи запуску (старту) включають запуск із пагорба, з наземних систем буксирування, у тому числі і на буксирі вгору на човні тощо. Сучасні підйомні лебідки зазвичай використовують гідравлічні системи, призначені для регулювання лінії напруги, це знижує сценарій блокування сильних вітрів у результаті додаткової довжини мотузки з буферизації, а не прямої напруги на буксир. Також успішно використовується й інші, більш екзотичні методи запуску, наприклад, падіння з дуже великої висоти. Хоча цей варіант, бажано, не використовувати новачкам.

## Рекорди
Записи ФАІ свідчать, що світові рекорди (станом на 2005 р.) для «вільної відстані» належать Манфреду Румеру з результатом 700,6 км у 2001 р. і Майклу Барберу — 704 км від 19 червня 2002 р. у Сапата, Техас.

На Чемпіонаті Європи 2004 з дельтапланеризму 45 пілотів з 121 (тобто 37% учасників) літають на крилах Аероса.
У 2005 Олег Боднарчук, співробітник Аероса, став Чемпіоном світу з дельтапланеризму, літаючи на дельтаплані Combat L (створений у 2003 р.), виготовленому Українською компанією Аерос.
На Чемпіонаті Європи 2006 року два з трьох призових місця зайняли пілоти на Combat L. На Чемпіонаті світу серед жінок учасниця на Combat L зайняла третє місце.
На дельтапланах Аерос поставлено два діючих світових рекорди швидкості — на трикутному маршруті 100 км (пілот Martin Henry) і на трикутному маршруті 50 км серед жінок (пілот Mia Schokker). Вся збірна команда України, вся збірна команда Росії і практично всі ведучі пілоти країн СНД літають на дельтапланах Combat, так само як і багато пілотів Америки, Азії та Європи. Наприклад, на Чемпіонаті Європи 2005 р. на дельтапланах Аерос літали 46 з 98 учасників (приблизно 47% від загального числа).